# Розанов, Сергей Николаевич (врач)
Сергей Николаевич Розанов (июнь 1877, село Конобеево, Бронницкий уезд, Московская губерния — не ранее 1949) — российский педиатр, инфекционист, доктор медицинских наук, изобретатель специальной детской кроватки.

## Биография
Родился в семье чиновника, коллежского регистратора.
Окончил гимназию в городе Коломна (1898) и медицинский факультет Московского университета (1904).
Заведующий участковой земской больницей в Бронницком уезде Московской губернии (1904).
Ассистент в Московской городской детской больнице имени В. А. Морозова (1910).
Женат, жил в Москве (Коровий вал, дом 6, квартира 6).
Член Поместного Собора Православной Российской Церкви по избранию от Румынского фронта, участвовал во всех трёх сессиях, член I, II, VI отделов.
С 1918 года старший врач Заразного отделения, затем последовательно заведующий скарлатинным, 1-м дифтеритным и инфекционным отделениями Образцовой детской больницы. В 1929 году организатор при ней курсов усовершенствования врачей. Одновременно хирург в амбулатории Московского союза потребительских обществ.
С 1937 года доктор медицинских наук, член инфекционной комиссии при Ученом совете Наркомздрава СССР.
Одновременно с 1942 года ассистент в Первом Московском медицинском институте. Член научного совета и с 1943 года профессор Центрального научно-исследовательского педиатрического института при Наркомздраве РСФСР.
Автор более 50 научных работ, инициатор изоляционной системы при постройке больниц, изобретатель специальной детской кроватки.

## Сочинения
- К вопросу о сывороточной анафилаксии и антианафилаксии // Медицинское обозрение. 1912.
- [Статья] // Вопросы научной медицины. 1913. № 7; Об испанской болезни у детей в эпидемию 1918 г. // Труды II Всесоюзного съезда детских врачей. М., 1923.
- Смешанная инфекция кори и скарлатины у детей // Московский медицинский журнал. 1927. № 2.
- Роль кори как внутрибольничной инфекции у скарлатинных больных и борьба с ней // Московский медицинский журнал. 1928. № 2.
- Клиника и терапия дифтерии в эпидемию 1926–27 г.; Клиника, эпидемиология и профилактика остроинфекционных болезней в связи с вопросом изоляции и восстановления трудоспособности // Сб. Мосздрава. М., 1928.
- Значение титрованной антитоксической противоскарлатинной сыворотки в лечении больных; Опыт специфической вакцинации дифтеритного бациллоносительства у реконвалисцентов // Гигиена эпидемиология. 1929. № 3/4.
- К характеристике дифтерийной эпидемии в Москве 1928 г. // Вестник современной медицины. 1929. № 17.
- Дифтерия; Скарлатина; Сывороточная болезнь (Библиотека участкового врача). М., 1931.
- Ошибки и трудности при ранней диагностике дифтерии; Методы борьбы с внутрибольничными заболеваниями // Советская педиатрия. 1934. № 3, 8.
- Сироваткова хвороба iнфекції в дитячому // Сборник для врачей. К., 1938.
- Бокс; Внутрибольничная инфекция; Дифтерия; Интубация // Медицинский словарь-справочник (для среднего медицинского персонала). М., 1937.
- Комплексно лечить дифтерию // Медицинский работник. 1943. № 5.
- Единая рабочая классификация клинических форм дифтерии // Педиатрия. 1948. № 2.
- Детские заразные болезни. М., 1949 (Красноярск, 1957).
- Прививки против детских заразных болезней. М., 1952 (Кишинёв, 1955).
- Круп у детей. М., 1956 (2-е изд.; премия им. Н. Ф. Филатова).
- Vaksinimet kundër sëmundjeve nqjitësë të fëmi jëve. Tiranë, 1956.